# Херлев (коммуна)
Коммуна Херлев (дат. Herlev Kommune) — датская коммуна в составе столичного региона, расположенный на острове Зеландия. Площадь — 12,06 км², что составляет 0,03 % от площади Дании без Гренландии и Фарерских островов Численность населения на 2021 год — 28913 чел. 
Муниципалитет Херлев состоит в основном из двух городских районов: Херлев и Хьортеспринг

## Политика
Муниципальный совет Херлева состоит из 19 членов, избираемых каждые четыре года.

## Города побратимы
- Эберсвальде, Германия
- Гневково, Польша
- Хёганес, Швеция
- Лието, Финляндия
- Несодден, Норвегия
- Сельтьяднарнес, Исландия
- Сермерсоок, Гренландия

## Железнодорожные станции
- Херлев (Herlev)